# Antonio Calloni
Egízio Antonio Calloni (São Paulo, 6 de dezembro de 1961) é um ator, poeta, cantor, escritor, produtor e dublador brasileiro.

## Carreira

### Como ator
Iniciou sua atividade artística no Teatro, na peça A Barra do Jovem em 1980.  Estreou na TV em 1986, aos 25 anos, na minissérie Anos Dourados na Rede Globo. Em novela, já atuou, em 1986, Hipertensão, Terra Nostra de 1999, O Clone  e Os Maias de 2001, Começar de Novo e Um Só Coração em 2004, Páginas da Vida de 2006, Salve Jorge entre 2012 e 2013, entre outras.., dentre outros. No cinema, atuou em Policarpo Quaresma, herói do Brasil, de Paulo Thiago e em 2003, atuou no curta-metragem Pracinha com Otávio Augusto.. Entre 2013 e 2014 interpretou seu primeiro grande vilão LC na novela das 19 horas Além do Horizonte de Carlos Gregório e Marcos Bernstein. Em 2016, interpretou o seu segundo grande vilão, Antenor, na minissérie Justiça de Manuela Dias Em 2017, gravou a série Assédio no papel do ex-médico Roger Abdelmassih, especialista em reprodução humana, que foi condenado a 181 anos de prisão por 48 abusos sexuais de 37 pacientes. Em novembro de 2018, participou dos 16 primeiros capítulos da novela O Sétimo Guardião como Egídio, um guardião da fonte que tem poderes mágicos e rejuvenescedores. Em 2019 interpreta Júlio Abílio no remake de Éramos Seis, em 2022 foi venerado pela crítica por interpretar o vilão que sofria de esquizofrenia Matias Tapajós na novela Além da Ilusão.

### Outros trabalhos
Também é um escritor e poeta, além de ter dublado o gato Garfield nos filmes Garfield - O Filme e Garfield 2 em 2004 e 2006.

## Vida pessoal
É filho de italianos. É casado desde 1993 com a jornalista Ilse Rodrigues Garro, com quem tem um filho chamado Pedro Antonio. Após passar no vestibular, frequentou as aulas no curso de Ciências Sociais na Faculdade de Filosofia, Letras e Ciências Humanas da Universidade de São Paulo por apenas seis meses e desistiu. Começou a atuar em 1978, fazendo teatro de periferia, em São Paulo. Em 1980, inscreveu-se no curso de Teatro Célia Helena, com três anos de estudo e mais um ano no Centro de Pesquisa Teatral (CPT), dirigido pelo Antunes Filho.

## Filmografia

### Televisão
| Ano  | Título                             | Personagem                          | Nota                                        |
| ---- | ---------------------------------- | ----------------------------------- | ------------------------------------------- |
| 1986 | Anos Dourados                      | Claudionor Guedes (Clau-Clau)       |                                             |
| 1986 | Cida, a Gata Roqueira              |                                     | Musical                                     |
| 1986 | Hipertensão                        | Camilo Fratello                     |                                             |
| 1987 | Bambolê                            | Augusto Lima (Pronto)               |                                             |
| 1988 | TV Pirata                          | Caveira                             |                                             |
| 1989 | O Salvador da Pátria               | Tomás Siqueira                      |                                             |
| 1990 | Brasileiras e Brasileiros          | Plínio Marcondes                    |                                             |
| 1991 | O Dono do Mundo                    | William Camargo                     |                                             |
| 1992 | Deus Nos Acuda                     | Promotor Braga                      |                                             |
| 1993 | Olho no Olho                       | Bóris Pasternak                     |                                             |
| 1993 | Contos de Verão                    | Thalles Pereira Leite               |                                             |
| 1993 | Terça Nobre                        | Porfírio Lafayete                   | Episódio: "O Alienista"                     |
| 1994 | Terça Nobre                        |                                     | Episódio: "Lúcia McCartney"                 |
| 1994 | 74.5: Uma Onda no Ar               | Delegado Mariano Peixoto            |                                             |
| 1995 | Decadência                         | Anacleto Moraes (Cleto)             |                                             |
| 1995 | Você Decide                        | Arlindo                             | Episódio: "Perigo Ambulante"                |
| 1995 | Você Decide                        | George                              | Episódio: "O Sacrifício"                    |
| 1996 | Malhação de Verão                  | Leon Telles Correia                 |                                             |
| 1996 | Sai de Baixo                       | Armando                             | Episódio: "É Osso Aí, Bicho"                |
| 1996 | A Vida como Ela É...               | Vários personagens                  |                                             |
| 1997 | Zazá                               | Milton Pietro Dumont                |                                             |
| 1997 | Você Decide                        | Agnaldo                             | Episódio: "Norma"                           |
| 1997 | A Justiceira                       | Ezequiel Gomes                      | Episódio: "Viver por Viver"                 |
| 1998 | Mulher                             | Francisco Menezes                   | Episódio: "A Decisão Final"                 |
| 1998 | Era uma Vez...                     | Manoel Dionísio (Maneco)            |                                             |
| 1999 | Chiquinha Gonzaga                  | Lopes Trovão                        |                                             |
| 1999 | Suave Veneno                       | Hanif Abdala                        |                                             |
| 1999 | Você Decide                        | Guilherme                           | Episódio: "Assim é se lhe Parece"           |
| 1999 | Terra Nostra                       | Bartolo Migliavacca                 |                                             |
| 2001 | Os Maias                           | Palma Cavalão                       |                                             |
| 2001 | Brava Gente                        | São Pedro                           | Episódio: "Arioswaldo e Sua Mãe Centenária" |
| 2001 | O Clone                            | Mohamed Rachid                      |                                             |
| 2002 | Os Normais                         | Heraldo                             | Episódio: "Sensações Normais"               |
| 2002 | Sítio do Picapau Amarelo           | Conde Xis Parmesan                  | Episódio: "O Menino Bruxo"                  |
| 2004 | Um Só Coração                      | Assis Chateaubriand                 |                                             |
| 2004 | Começar de Novo                    | Olavo Bilac Borges (Olavinho)       |                                             |
| 2005 | A Grande Família                   | Aníbal                              | Episódio: "Eu, Eu Mesma e Lineu"            |
| 2005 | Linha Direta                       | Zé Arigó                            | Episódio: "Zé Arigó"                        |
| 2005 | Retrato Falado                     | Adeneir                             | Episódio: "25 de setembro"                  |
| 2006 | JK                                 | Augusto Frederico Schmidt           |                                             |
| 2006 | Páginas da Vida                    | Gustavo Pinheiro de Sousa           | Episódios: "10 de julho–22 de agosto"       |
| 2007 | Amazônia, de Galvez a Chico Mendes | Padre José Pereira                  |                                             |
| 2007 | Linha Direta                       | Sérgio Fleury                       | Episódio: "Cabo Anselmo"                    |
| 2007 | Casos e Acasos                     | Ernesto                             | Episódio: "Piloto"                          |
| 2008 | Beleza Pura                        | Eduardo Passos                      |                                             |
| 2009 | A Grande Família                   | Serjão                              | Episódio: "O Grande Rolo"                   |
| 2009 | Caminho das Índias                 | César Gallo Goulart                 |                                             |
| 2010 | Escrito nas Estrelas               | Vicente Miranda                     |                                             |
| 2010 | Escrito nas Estrelas               | Esteban López                       |                                             |
| 2011 | O Astro                            | Natalino Pimentel (Natal)           |                                             |
| 2012 | Salve Jorge                        | Mustafá Ayata                       |                                             |
| 2013 | Além do Horizonte                  | Luís Carlos Barcelos (LC)           |                                             |
| 2014 | Eu Que Amo Tanto                   | Osório                              | Episódio: "Zezé"                            |
| 2016 | Justiça                            | Antenor Ferraz                      |                                             |
| 2017 | Dois Irmãos                        | Halim (jovem)                       |                                             |
| 2017 | Os Dias Eram Assim                 | Arnaldo Sampaio Pereira             | Episódios: "17 de abril–26 de maio"         |
| 2018 | O Sétimo Guardião                  | Egídio Arantes                      | Episódios: "12–30 de novembro"              |
| 2018 | Assédio                            | Roger Sadala                        |                                             |
| 2019 | Tá no Ar: a TV na TV               | Ele mesmo                           | Episódio: "29 de janeiro"                   |
| 2019 | Éramos Seis                        | Júlio Abílio de Lemos               | Episódios: "30 de setembro–3 de dezembro"   |
| 2022 | Além da Ilusão                     | Matias Tapajós                      |                                             |
| 2023 | Vai na Fé                          | Stuart Phillips / Aristides Formiga | Episódios: "23 de junho–11 de julho"        |
| 2024 | Renascer                           | Coronel Belarmino Ferreira          | Episódios: "22–30 de janeiro"               |
| 2026 | Coração Acelerado                  | Walmir                              |                                             |

### Cinema
| Ano  | Título                              | Personagem           | Nota           |
| ---- | ----------------------------------- | -------------------- | -------------- |
| 1992 | Modernismo: Os Anos 20              | Oswald de Andrade    | Curta-metragem |
| 1994 | O Efeito Ilha                       | Armando Torres       |                |
| 1995 | 16060                               | Vittorio             |                |
| 1995 | Esperando Roque                     | Teo                  | Curta-metragem |
| 1996 | Sambólico                           | Rudi                 | Curta-metragem |
| 1997 | Lápide                              | Marido               | Curta-metragem |
| 1997 | Happy Hours                         | Miranda              | Curta-metragem |
| 1998 | Policarpo Quaresma, Herói do Brasil | Genelício            |                |
| 1999 | Outras Estórias                     | Sorôco               |                |
| 1999 | Ano Novo                            | Fábio                | Curta-metragem |
| 2002 | A Paixão de Jacobina                | Pastor Boeber        |                |
| 2002 | Poeta de Sete Faces                 |                      | Documentário   |
| 2003 | Pracinha                            | Homem                | Curta-metragem |
| 2004 | Garfield - O Filme                  | Garfield (voz)       | Dublagem       |
| 2006 | Garfield 2                          | Garfield (voz)       | Dublagem       |
| 2006 | Anjos do Sol                        | Saraiva              |                |
| 2006 | O Passageiro - Segredos de Adulto   | Mauro Brandão        |                |
| 2007 | Os Porralokinhas                    | Beto                 |                |
| 2008 | Dias e Noites                       | Pedro Ramão          |                |
| 2010 | O Primata Poliglota                 | Fausto               | Curta-metragem |
| 2013 | Faroeste Caboclo                    | Marco Aurélio        |                |
| 2014 | Jogo de Xadrez                      | Senador Franco       |                |
| 2017 | Polícia Federal: A Lei É para Todos | Delegado Ivan Romano |                |
| 2022 | Minha Família Perfeita              | Ícaro                |                |

## Teatro
| Ano  | Título                            | Personagem                      |
| ---- | --------------------------------- | ------------------------------- |
| 1980 | A Barra do Jovem                  |                                 |
| 1981 | Os Malefícios do Fumo             |                                 |
| 1982 | Do Homem não se Perde Nada        |                                 |
| 1984 | Nosso Senhor da Lama              |                                 |
| 1985 | Velhos Marinheiros                |                                 |
| 1989 | Louco de Amor                     | Martin                          |
| 1989 | Quem te Fez Saber que Estavas Nu? | Delacy                          |
| 1990 | A Secreta Obscenidade de Cada Dia | Karl Marx                       |
| 1990 | Pantaleão e as Visitadoras        | Pantaleão Pantoja               |
| 1992 | A Volta ao Lar                    | Lenny                           |
| 1992 | O Legítimo Inspetor Perdigueiro   | Sentapua                        |
| 1992 | Ábaco                             | (autor da peça)                 |
| 1994 | Desejo                            | Simão                           |
| 1995 | Torre de Babel                    | Marquês de Cerralbo (Cervantes) |
| 1995 | Jacques e seu Amo                 | Jacques                         |
| 2003 | Vinicius do Amor Demais           |                                 |
| 2016 | A Paixão de Cristo                | Herodes                         |

## Livros publicados
- 1999 — Os Infantes de Dezembro (autor)
- 2000 — A Ilha de Sagitário (autor)
- 2002 — Amanhã Eu Vou Dançar: Novela de Amor (autor)
- 2005 — O Sorriso de Serapião e Outras Gargalhadas (autor)
- 2008 — Paisagem Vista do Trem (autor)
- 2008 — Travessias Singulares (coletânea, autor)
- 2010 — Escrevinhações de Samuel, o Eterno (impressões, fragmentos, tormentos e alguma poesia) (autor)
- 2012 — João Maior Do Que Um Cavalo e Maria Menor Do Que Um Burro (autor)
- 2014 — 50 Anos Inventados em Dias de Sol (e algumas poesias) (autor)
- 2020 - Filho da Noite, romance editado pela editora Valentina (autor)

## Prêmios e indicações
| Ano  | Prêmio                              | Categoria                                     | Trabalho                          | Resultado |
| ---- | ----------------------------------- | --------------------------------------------- | --------------------------------- | --------- |
| 1989 | Prêmio Shell                        | Melhor Ator                                   | Quem te Fez saber que Estavas Nu? | Indicado  |
| 1990 | Prêmio APETESP                      | Melhor Ator                                   | A Secreta Obscenidade de Cada Dia | Indicado  |
| 1990 | Prêmio Shell                        | Melhor Ator                                   | A Secreta Obscenidade de Cada Dia | Indicado  |
| 1990 | Prêmio Molière                      | Melhor Ator                                   | A Secreta Obscenidade de Cada Dia | Venceu    |
| 1999 | Melhores do Ano                     | Melhor Ator Coadjuvante                       | Terra Nostra                      | Venceu    |
| 1999 | Prêmio Qualidade Brasil             | Melhor Ator Coadjuvante                       | Terra Nostra                      | Venceu    |
| 1999 | Prêmio Master                       | Mérito Especial de Televisão                  | Terra Nostra                      | Venceu    |
| 2000 | Prêmio Jorge de Lima                | Autor Revelação                               | Os Infantes de Dezembro           | Venceu    |
| 2002 | Prêmio Contigo! de TV               | Melhor Ator Coadjuvante                       | O Clone                           | Venceu    |
| 2002 | Prêmio Super Cap de Ouro            | Ator                                          | O Clone                           | Venceu    |
| 2005 | Prêmio SEERJ de Literatura          | Concurso Nacional de Poesia                   | O Trem                            | Venceu    |
| 2006 | Festival de Gramado                 | Melhor Ator (Kikito)                          | Anjos do Sol                      | Venceu    |
| 2006 | Prêmio Qualidade Brasil             | Melhor Ator                                   | Anjos do Sol                      | Indicado  |
| 2007 | Prêmio ACIE de Cinema               | Melhor Ator                                   | Anjos do Sol                      | Venceu    |
| 2007 | Prêmio Contigo! de Cinema Nacional  | Melhor Ator Coadjuvante                       | Anjos do Sol                      | Venceu    |
| 2007 | Prêmio Guarani de Cinema Brasileiro | Melhor Ator                                   | Anjos do Sol                      | Venceu    |
| 2007 | Prêmio Contigo! de TV               | Melhor Par Romântico (com Alessandra Negrini) | JK                                | Indicado  |
| 2009 | Prêmio Extra de Televisão           | Melhor Ator Coadjuvante                       | Caminho das Índias                | Indicado  |
| 2011 | Prêmio Quem de Televisão            | Melhor Ator Coadjuvante                       | O Astro                           | Indicado  |
| 2014 | Grande Prêmio do Cinema Brasileiro  | Melhor Ator Coadjuvante                       | Faroeste Caboclo                  | Indicado  |
| 2018 | Troféu APCA                         | Melhor Ator                                   | Assédio                           | Indicado  |
| 2018 | Troféu UOL TV e Famosos             | Melhor Ator                                   | Assédio                           | Indicado  |
| 2018 | Melhores do Ano Natelinha           | Melhor Ator                                   | Assédio                           | Indicado  |
| 2019 | Melhores do Ano                     | Ator de Série, Minissérie ou Seriado          | Assédio                           | Indicado  |
| 2019 | Melhores de TV Press                | Melhor Ator                                   | Assédio / Éramos Seis             | Venceu    |
| 2019 | Prêmio F5                           | Ator de Novela                                | Éramos Seis                       | Indicado  |
| 2020 | Prêmio Contigo! Online              | Melhor Ator de Novela                         | Éramos Seis                       | Indicado  |
| 2022 | Prêmio Notíciasdetv.com             | Melhor Ator                                   | Além da Ilusão                    | Indicado  |
| 2022 | Melhores do Ano                     | Ator de Novela                                | Além da Ilusão                    | Indicado  |
| 2022 | Melhores do Ano NaTelinha           | Melhor Ator                                   | Além da Ilusão                    | Indicado  |
| 2022 | Melhores do Ano AnaMaria            | Ator do Ano                                   | Além da Ilusão                    | Indicado  |
| 2022 | Prêmio Área VIP                     | Melhor Ator                                   | Além da Ilusão                    | Indicado  |
| 2023 | Troféu Internet                     | Melhor Ator de Novela                         | Além da Ilusão                    | Pendente  |
| 2023 | Prêmio APCA de Televisão            | Melhor Ator                                   | Além da Ilusão                    | Indicado  |
| 2024 | Prêmio Noticiasdetv.com             | Melhor Ator em Participação Especial          | Renascer                          | Indicado  |
| 2024 | Melhores do Ano - Duh Secco         | Melhor Participação Especial                  | Renascer                          | Pendente  |